# Caja A3
La caja A3 es el nombre de una secuencia reguladora que es parte del gen de la insulina. La secuencia, conocida como parte de los elementos A del gen de la insulina, está compuesta por cortos grupos ricos en adenosina y timidina en una secuencia conservada TAAT, ubicada en la posición 215, inmediatamente aguas arriba de la caja E2. En ratas, a diferencia de la caja A5, la mutación o deleción de la caja A3 ha producido pérdida significativa de las funciones del promotor de la insulilna.